# Makedonien i olympiska sommarspelen 2004
Makedonien i olympiska sommarspelen 2004 bestod av 10 idrottare som blivit uttagna av Makedoniens olympiska kommitté.

## Brottning
Fristil, herrar 74 kg
- Sihamir Osmanov
  - Pool 7
    - Förlorade mot Nicolay Paslar (BUL) (1-3)
    - Förlorade mot Krystian Brzozowski (POL) (0-4)

  - 3:a i poolen, gick inte vidare (1 TP, 1 CP, 17:e plats)

Fristil, herrar 84 kg
- Mogamed Ibragimov
  - Pool 6
    - Förlorade mot Moon Eul-Jae (KOR) (0-4)
    - Förlorade mot Miroslav Gochev (BUL) (2-4)

  - 3:a i poolen, gick inte vidare (2 TP, 1 CP, 12:e plats)

## Friidrott
Herrarnas 800 meter
- Vančo Stojanov
  - Omgång 1: 1:49.0 (7:a i heat 8, gick inte vidare, 58:e plats)

Damernas 100 meter
- Aleksandra Vojnevska
  - Omgång 1: 12.15 (6:a i heat 5, gick inte vidare, 48:e plats)

## Kanotsport
Herrarnas K-1 slalom
- Lazar Popovski
  - Heat: 193,06 (Åk 1: 96,92 - 8:a, 96,14 - 6:a, 6:a totalt, kvalificerad)
  - Semifinal: 100,80 (16:e plats, gick inte vidare)